# Atyria albifrons
Atyria albifrons är en fjärilsart som beskrevs av Louis Beethoven Prout 1916. Atyria albifrons ingår i släktet Atyria och familjen mätare. Inga underarter finns listade i Catalogue of Life.